# Bosque dos Eucaliptos
O Bosque dos Eucaliptos é um bairro localizado na região sul do município brasileiro de São José dos Campos, no estado de São Paulo. Possui diversas áreas de lazer e uma variada gama de opções de comércio para aqueles que não querem se deslocar até ao centro da cidade.

## História
O Bosque dos Eucaliptos foi originalmente criado em 1974, como uma continuação do Jardim Satélite, pela empresa Companhia Satélite de Terrenos, que havia adquirido o terreno atrás da São Paulo Alpargatas S.A. para construção de casas, visando atender o crescimento populacional em São José, devido também a atender a demanda industrial das empresas instaladas na cidade (National, Matsushita, GM, Johnson, Embraer, etc).
Em 1975, a Companhia Regional São Paulo, adquire metade dos lotes não utilizados e não construídos do Jardim Satélite e apresentou um projeto para a construção de casas com parceria do BNH, em terrenos muito parecidos com as super-quadras de Brasília onde haveria também quadras destinadas a Centros Comerciais (atuais Avenidas Andromeda e Cidade Jardim).
Com o nome de Loteamento Bosque dos Eucaliptos, uma parte foi entregue em 1977 na festa de aniversário de 210 anos de São José dos Campos, já com água encanada, esgoto e calçamento nas ruas, parte das moradias foram entregues em solenidade com o Prefeito Ednardo de Paula Santos.
Bosque dos Eucaliptos tem esse nome, porque na entrada do bairro foram plantados vários pés de eucaliptos pela empresa loteadora do bairro.
Foi loteado junto com o bairro, o Condomínio Quinta das Flores, um loteamento destinado a pessoas de maior renda, mas que só foi reconhecido como condomínio fechado em 2005.
No projeto original de 1975, havia uma grande área destinada para ser um parque e também seria construídas uma Escola Modelo, Delegacia, Clube Recreativo, Creches, Hospital Pró-Visão, APAE, Igrejas, etc. Este local acabou dando origem aos bairros Jardim Portugal, Jardim Estoril, Residencial Primavera, Jardim Del Rey e Jardim Madureira.

## Principais vias
O bairro é cortado por quatro avenidas principais, são elas:

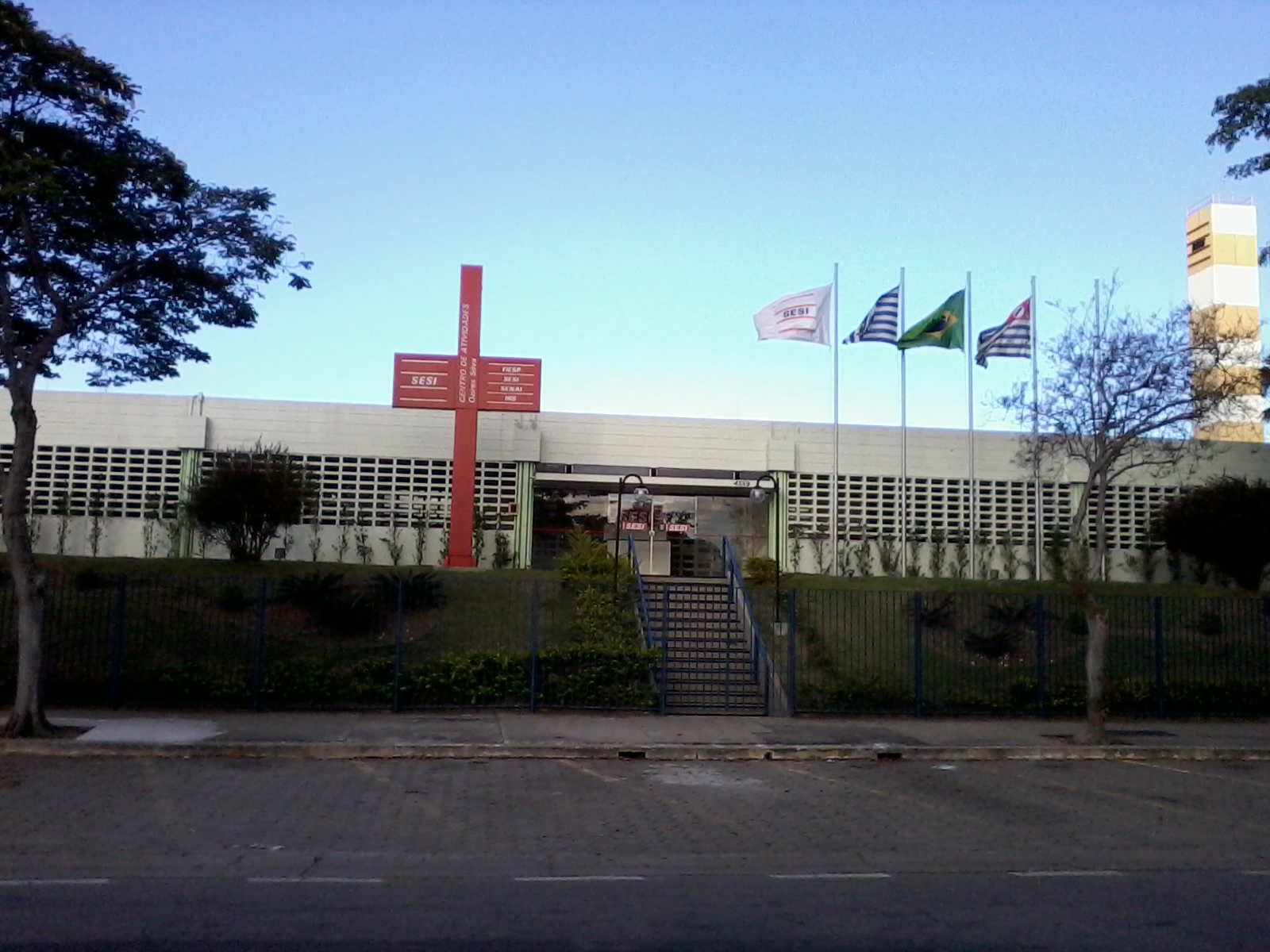
Unidade do SESI, na avenida Cidade Jardim

- Cidade Jardim - a maior de todas, inicia-se no Vale Sul Shopping (Jardim Satélite) e vai até ao Campo dos Alemães. É a principal via do local com comércios, casas, hotéis e onde está a sede do SESI de São José dos Campos.
- Andrômeda - tem sua maior parte no Jardim Satélite. É a avenida mais comercial do bairro, onde raramente se encontra uma casa. Nela está localizada a Área Verde do Bairro e uma unidade da Casa do Idoso. Vai até a Praça das Bandeiras, onde se encontra com a Cidade Jardim.
- Ouro Fino - É a menor de todas e é predominantemente residencial. Nela estão localizados a Área Verde do Bairro e o Centro Cultural Tim Lopes. É nesta rua que estão os eucaliptos que deram origem ao nome do bairro.
- Salinas - É a avenida mais baixa de todas e junto da Ouro Fino é predominantemente residencial. Nesta avenida também estão localizados os eucaliptos que deram origem ao nome do bairro. Ao lado dela passa o Córrego Senhorinha que desemboca no Córrego Vidoca.